# Tiankoura
Tiankoura ist sowohl eine Gemeinde (französisch commune rurale) als auch ein dasselbe Gebiet umfassendes Departement im westafrikanischen Staat Burkina Faso in der Region Sud-Ouest und der Provinz Bougouriba. Die Gemeinde hat 12.967 Einwohner.